# Iscroni, Hunedoara
Iscroni este un sat ce aparține orașului Aninoasa din județul Hunedoara, Transilvania, România.